# Corrunco
Corrunco är ett berg i Spanien.   Det ligger i provinsen Província de Lleida och regionen Katalonien, i den nordöstra delen av landet, 400 km nordost om huvudstaden Madrid. Toppen på Corrunco är 2 538 meter över havet, eller 154 meter över den omgivande terrängen. Bredden vid basen är 1,0 km.
Terrängen runt Corrunco är bergig åt nordväst, men åt sydost är den kuperad. Runt Corrunco är det glesbefolkat, med 8 invånare per kvadratkilometer. Närmaste större samhälle är Barruera, 5,2 km norr om Corrunco. Trakten runt Corrunco består i huvudsak av gräsmarker.